# Christian Laskawiec
Pas d'image ? Cliquez ici

a Compétitions nationales et continentales officielles uniquement.

b Matchs officiels uniquement.
Christian Laskawiec, né le 18 octobre 1952 et mort le 11 décembre 2021, est un joueur de rugby à XIII dans les années 1970.
Fidèle aux couleurs du club d'Albi où il a été formé, il prend part aux deux titres remportés par le club albigeois dans les années 1970, le Championnat de France en 1977 et la Coupe de France en 1974, côtoyant en club Michel Moussard, Fernand Kaminski et Yves Alvernhe.
Fort de ses performances en club, il est sélectionné à quatre reprises en équipe de France entre 1972 et 1977, prenant part au titre de Coupe d'Europe des nations en 1977, sélection emmenée par son capitaine José Calle, et une participation à la Coupe du monde en 1977.
Son frère, Gabriel Laskawiec, avec lequel il a évolué à Albi, a également été international français de rugby à XIII dans les années 1970.

## Palmarès
- Collectif :
  - Vainqueur de la Coupe d'Europe des nations : 1977 (France).
  - Vainqueur du Championnat de France : 1977 (Albi).
  - Vainqueur de la Coupe de France : 1974 (Albi).

### Détails en sélection de rugby à XIII
| 1. | 12 mars 1972    | Grande-Bretagne | 10-45 | Test-match     | Ailier | - | - | - | - |
| 6. | 20 février 1977 | Pays de Galles  | 13-2  | Coupe d'Europe | Ailier | 3 | 1 | - | - |
| 6. | 5 juin 1977     | Grande-Bretagne | 4-23  | Coupe du monde | Centre | - | - | - | - |
| 6. | 20 février 1977 | Australie       | 9-21  | Coupe du monde | Ailier | 3 | 1 | - | - |

### En club
| Saison    | Saison | Championnat           | Championnat | Championnat | Championnat | Championnat | Championnat | Championnat |
| Saison    | Saison | Compétition           | M           | Pts         | Ess.        | Buts        | Dp.         |             |
| --------- | ------ | --------------------- | ----------- | ----------- | ----------- | ----------- | ----------- | ----------- |
| 1970-1971 | Albi   | Championnat de France | ?           | -           | -           | -           | -           |             |
| 1971-1972 | Albi   | Championnat de France | ?           | -           | -           | -           | -           |             |
| 1972-1973 | Albi   | Championnat de France | ?           | -           | -           | -           | -           |             |
| 1973-1974 | Albi   | Championnat de France | ?           | -           | -           | -           | -           |             |
| 1974-1975 | Albi   | Championnat de France | ?           | -           | -           | -           | -           |             |
| 1975-1976 | Albi   | Championnat de France | ?           | -           | -           | -           | -           |             |
| 1976-1977 | Albi   | Championnat de France | ?           | -           | -           | -           | -           |             |
| 1977-1978 | Albi   | Championnat de France | ?           | -           | -           | -           | -           |             |
| 1978-1979 | Albi   | Championnat de France | ?           | -           | -           | -           | -           |             |
| 1979-1980 | Albi   | Championnat de France | ?           | -           | -           | -           | -           |             |
| 1980-1981 | Albi   | Championnat de France | ?           | -           | -           | -           | -           |             |
| 1981-1982 | Albi   | Championnat de France | ?           | -           | -           | -           | -           |             |
| 1982-1983 | Albi   | Championnat de France | ?           | -           | -           | -           | -           |             |